# Hipótesis del ingreso absoluto
La hipótesis del ingreso absoluto es una teoría económica del consumo propuesta por el economista inglés John Maynard Keynes y mejorada notablemente durante los años 1960 y 1970 por el economista americano James Tobin.
Keynes identificó en los años 1930 el vínculo entre ingresos y consumo como relaciones macroeconómicas clave. Afirmó que el consumo real es una función de los ingresos disponibles reales (ingresos totales netos de impuestos). Cuando los ingresos aumentan, la teoría afirma que el consumo también aumenta, pero no necesariamente a la misma tasa. Al aplicar la teoría al conjunto de la población, se espera que las personas más ricas consuman a una proporción menor respecto a sus ingresos que las personas más pobres, es decir, que unos mayores ingresos también incrementan el ahorro.
La propensión marginal al consumo determina la variación en el consumo producida por un cambio en los ingresos. 